# اولگا پوتاچوا
اولگا پوتاچوا (روسی: Ольга Дмитриевна Поташова؛ زادهٔ ۲۶ ژوئن ۱۹۷۶) ورزشکار والیبال اهل روسیه است.
وی در مسابقات کشوری و بین‌المللی در مجموع برندهٔ ۱ مدال طلا، ۱ مدال نقره، ۱ مدال برنز شده‌است.